# Seilh
Seilh es una comuna francesa situada en el departamento de Alto Garona, en la región de Occitania.
Forma parte del área urbana de la ciudad de Toulouse. Está ubicada en su unidad urbana, a 15 kilómetros al noroeste del centro de la ciudad.

## Demografía
| 394 | 449 | 492 | 621 | 816 | 2086 | 3277 |
| Para los censos de 1962 a 1999 la población legal corresponde a la población sin duplicidades (Fuente: INSEE [Consultar]) |     |     |     |     |      |      |

## Galería

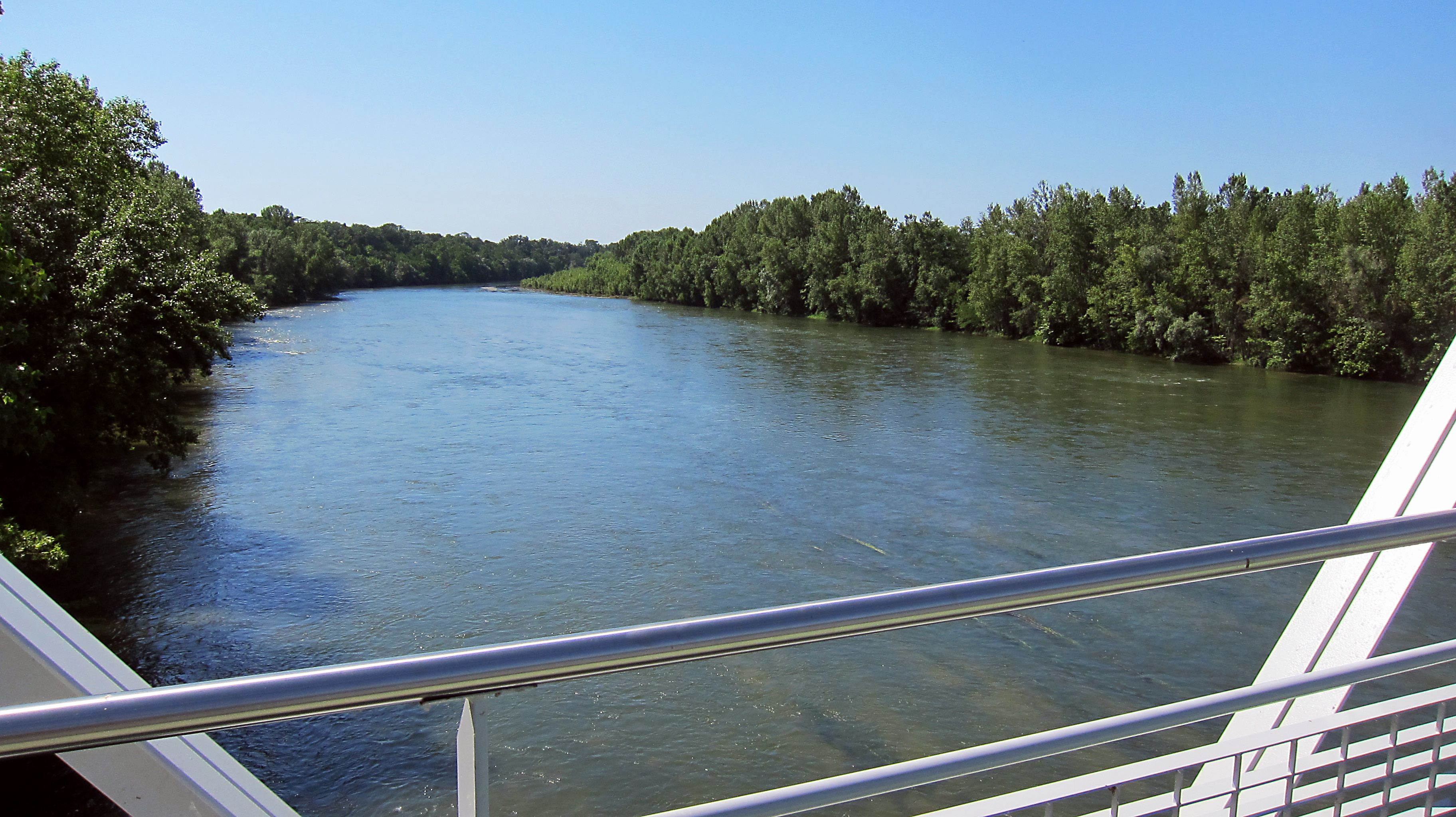
Río Garona
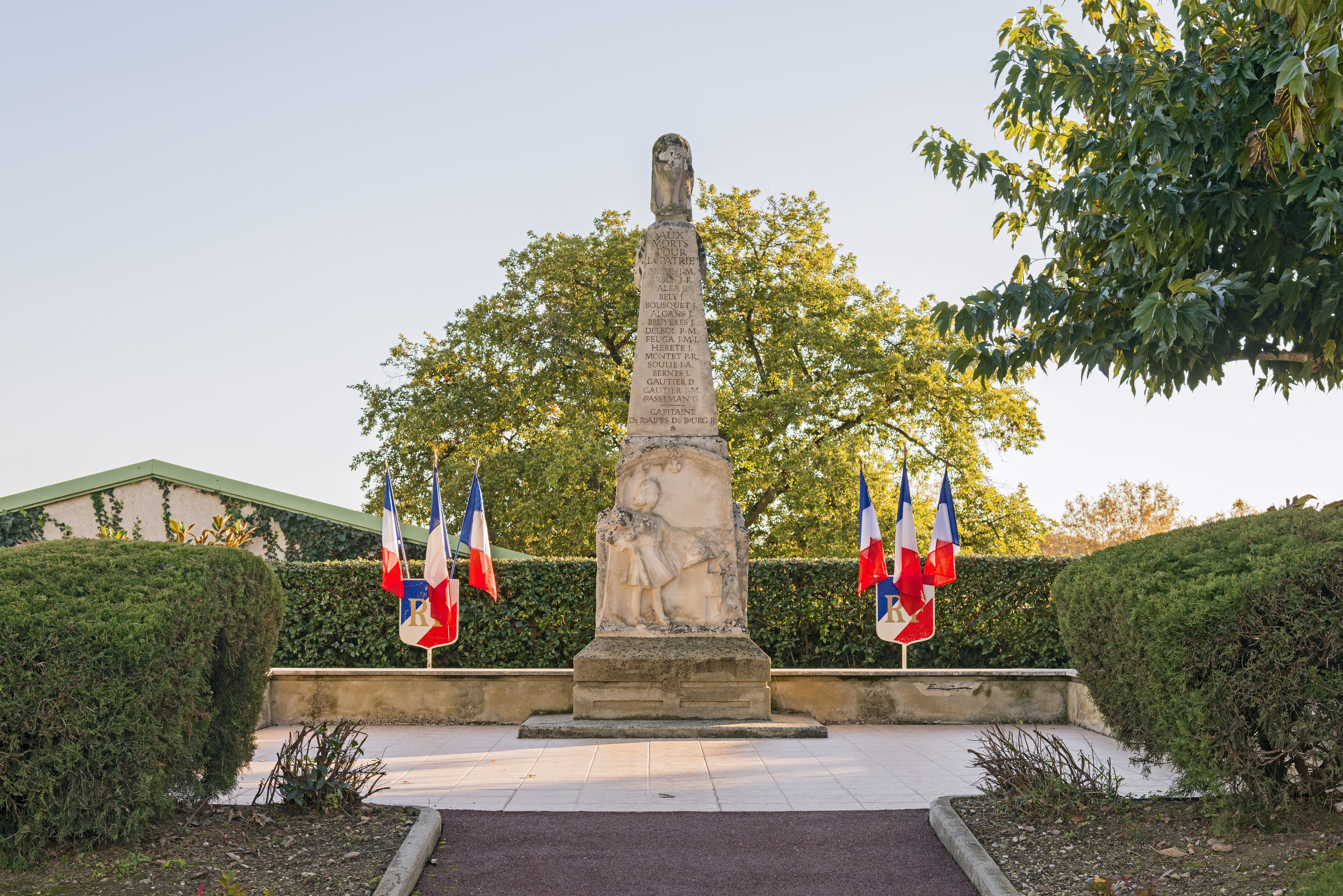
Monumento a los Caídos
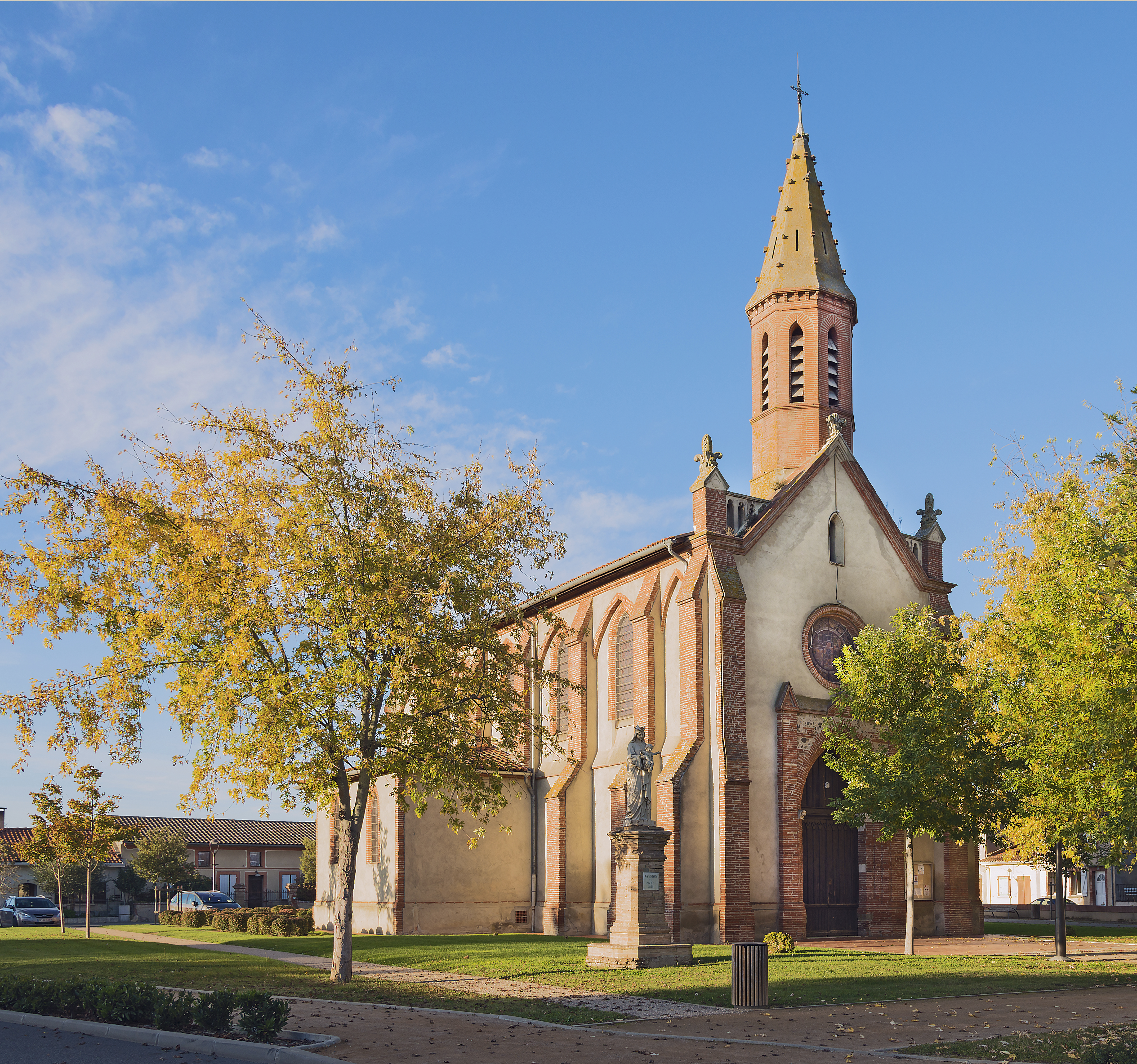
Iglesia